# أدينغتون (باكينجهامشير)
أدينغتون (بالإنجليزية: Addington, Buckinghamshire)‏ هي قرية وأبرشية مدنية تقع في المملكة المتحدة في إنجلترا. يقدر عدد سكانها بـ 145 نسمة .